# Алан Бразіл
Алан Бразіл (англ. Alan Brazil, нар. 15 червня 1959, Глазго) — шотландський футболіст, що грав на позиції флангового півзахисника та нападника.
Виступав, зокрема, за «Тоттенгем Готспур» та «Манчестер Юнайтед», а також національну збірну Шотландії.

## Клубна кар'єра
Уродженець Глазго, Алан Бразіл почав грати у футбол за місцевий молодіжний клуб «Селтік Бойз». У серпні 1975 року переїхав до Англії, підписавши аматорський контракт з клубом «Іпсвіч Таун».
В основному складі дебютував 14 січня 1978 року в матчі проти «Манчестер Юнайтед» на «Портмен-Роуд». Бразіл допоміг своїй команді виграти Кубок Англії, зігравши в переграванні п'ятого раунду проти «Брістоль Роверс», хоча у фіналі не зіграв. У тому ж 1978 році Алан відправився в оренду в клуб Північноамериканської футбольної ліги «Детройт Експресс», де зіграв 21 «регулярний» матч і 3 матчі в плей-оф, забивши в цілому 10 м'ячів, після чого повернувся в «Іпсвіч».
У сезоні 1980/81 Бразіл був одним з ключових гравців команди і допоміг «трактористам» виграти Кубок УЄФА, зігравши в тому числі в обох фіналах проти нідерландського АЗ (3:0, 2:4), а також посісти друге місце в чемпіонаті. У наступному сезоні «Іпсвіч Таун» знову посів друге місце в чемпіонаті, а Бразіл забив 22 голи в Лізі, ставши другим найкращим бомбардиром чемпіонату після Кевіна Кігана з «Саутгемптона». 16 лютого 1982 року забив п'ять м'ячів у ворота «Саутгемптона», матч завершився перемогою «Іпсвіч Таун» з рахунком 5:2. Загалом Алан виступав за «Іпсвіч» до 1983 року, зігравши в цілому 210 матчів і забивши 80 м'ячів.
У березні 1983 року Бразіл перейшов до лондонського клубу «Тоттенхем Хотспур» за 425 000 фунтів. Провів за «шпор» 33 матчі і забив 13 м'ячів і виграв другий у кар'єрі Кубок УЄФА, забивши по ходу турніру чотири голи, однак у фінальних іграх на поле не виходив.
У червні 1984 року перейшов до «Манчестер Юнайтед» за 625 000 фунтів. Дебютував за клуб 25 серпня 1984 року в матчі стартового туру першого дивізіону проти «Вотфорда», який завершився внічию 1:1. Той матч був примітний тим, що після виходу футболістів на поле суддя відправив гравців «Манчестер Юнайтед» в роздягальню, оскільки як їх гетри були того ж кольору, що і форма «Вотфорда». Свій перший гол за «Юнайтед» Алан забив 3 жовтня в матчі Кубка УЄФА проти угорського клубу «Дьйор». Всього в сезоні 1984/85 провів за клуб 26 матчів і забив 9 м'ячів. У наступному сезоні Бразіл з'являвся на полі ще рідше, зігравши за команду 15 матчів і забивши 3 м'ячі. Конкуренцію в лінії нападу «Юнайтед» Алану складали такі гравці як Френк Степлтон, Марк Г'юз і Пітер Девенпорт. У підсумку Бразіл вирішив покинути Манчестер, і в січні 1986 року перейшов в «Ковентрі Сіті». У зворотному напрямку відправився Террі Гібсон.
За «Ковентрі Сіті» Алан провів 15 матчів і забив 2 м'ячі в Лізі, а після закінчення сезону 1985/86 став вільним агентом. До того моменту його турбували хронічні болі в спині. У тому ж 1986 році Бразил став гравцем «Квінз Парк Рейнджерс», але провів за клуб тільки 4 матчі. Надалі виступав за англійські аматорські клуби «Вітем Таун» та «Челмсфорд Сіті» і австралійський «Вуллонгонг Вулвз», а завершив ігрову кар'єру через хронічну травму спини у швейцарській команді «Баден», за яку виступав протягом 1988—1989 років.

## Виступи за збірну
З 1979 по 1981 рік Алан виступав за збірну Шотландії до 21 року, за яку провів 8 матчів і забив 1 м'яч.
28 травня 1980 року дебютував в офіційних матчах у складі національної збірної Шотландії у виїзній грі проти збірної Польщі у Варшаві, в якій поляки здобули перемогу з рахунком 1:0.
У складі збірної був учасником чемпіонату світу 1982 року в Іспанії, ставши наймолодшим гравцем у складі команди Джока Стіна. На чемпіонаті провів дві гри, проти збірних Нової Зеландії і СРСР, а його команда не вийшла з групи.
28 травня 1983 року, рівно через три роки після свого дебюту за «тартанову армію», він забив свій перший гол у футболці шотландської збірної у ворота збірної Уельсу. Через високу конкуренцію в лінії атаки збірної Шотландії рідко потрапляв до її складу, зігравши тільки 13 матчів з 1980 по 1983 рік.

## Титули і досягнення
- Володар Кубка Англії (2):

«Іпсвіч Таун»: 1977/78
«Манчестер Юнайтед»: 1984/85
- Володар Кубка УЄФА (2):

«Іпсвіч Таун»: 1980–1981
«Тоттенгем Готспур»: 1983–1984

### Індивідуальні
- Гравець року в «Іпсвіч Тауні»: 1981/82[13]
- Включений до Зали слави «Іпсвіч Таун»: 2013[14]